# 심지유 (2016년)
심지유(2016년 8월 5일~)는 대한민국의 아역배우이다.

## 출연 작품

### 드라마
- 2022년 SBS 《천원짜리 변호사》 - 이소미
- 2023년 KBS2 《두뇌공조》 - 한지율
- 2023년 TVN 《조선 정신과 의사 유세풍 2》 - 양순
- 2023년 넷플릭스  《정신병동에도 아침이 와요》 - 은우
- 2023년 ENA  《낮에 뜨는 달》 - 표예진 아역 (강영화 어린시절)
- 2023년 SBS 《7인의 탈출》 - 노한나 (고정출연)
- 2024년 SBS 《7인의 부활》 - 노한나 (고정출연)
- 2024년 JTBC 《놀아주는 여자》 - 정연이
- 2024년 KBS2 《완벽한 가족》 - 최예빈 아역 (이수연 어린시절)
- 2024년 tvN  《엄마친구아들》 - 강연두 (고정출연)
- 2024년 KBS1 《수지맞은 우리》 - 지유 (특별출연)
- 2025년 tvN 《감자연구소》 - 수진 (특별출연)

## 평가
키즈모델 + 아역배우로 현재 활동중인 ~ 심지유
2020년 방귀대장 뿡뿡이에 출연.
2021년 kt 키즈랜드 광고 출연.
2021년 내 친구 몬덕이 출연.
2022년 드라마 SBS 천원짜리 변호사 에서 극중 이명호(김철윤)의 딸 이소미역으로 1~2화 출연.
2022년 드라마 SBS 소방서 옆 경찰서 에서 극중 마태화(이도엽)의 딸로 짧게 출연.
2023년 드라마 KBS2 두뇌공조 e.p5~6화 주연으로 한지율역 출연.
2023년 드라마 TVN 조선 정신과 의사 유세풍 2 양순역으로 7화 출연.
2023년 드라마 넷플릭스 정신병동에도 아침이 와요 극중 박수연(이상희)의 딸 은우역 출연.
2023년 드라마 ENA 낮에 뜨는 달 에서 표예진 아역 극중 강영화 어린시절 출연.
2023년 시즌1 드라마 지상파 첫 데뷔작 2023년 SBS 7인의 탈출 극중 K(김도훈)와 한모네(이유비)의 친딸이자 노팽희(한보름)의 양딸 7화 부터~고정출연.
2024년 시즌2 드라마  SBS 7인의 부활 노한나역 1화~마지막화까지 고정출연.
2024년 드라마 JTBC 놀아주는 여자  4,5,8화 정연이역 출연.
2024년 드라마 KBS2 완벽한 가족 최예빈 아역 극중 이수연 어린시절 1,2,3,8,11,12화 출연.
2024년 드라마 TvN 엄마친구아들 (드라마) 극중 강단호(윤지온)의 친딸인 줄 알았지만 알고 보니 조카이자 정모음(김지은)의 딸이 되어준 강연두역으로 4화부터~고정출연. 
2024년 드라마 KBS1 수지맞은 우리 극중 보육원에 있다가 입양되어 다시 파양 당해 보육원으로 돌아간 후 실어증으로 우려되어 1년 후 채우리(백성현) 진수지(함은정)이 자신도 이런 슬픔을 알아 지유를 입양을 결심했고 지유에게 따뜻하게 대해준 진수지(함은정)에게 엄마라고 부르며 눈물을 흘렸다. 지유역 126,127,128화~출연. 
2025년 드라마 상반기에 출연 예정이 있다고 보도된다.
-
지상파 첫 데뷔작
7인의 탈출 ~ 7인의 부활까지 시리즈 작품으로
2023년 9월 15일에 시즌1을 방영 했으나 촬영은 2022년 9월 1일 부터 ~ 2023년 7월 7일까지 하였고 시즌2는 촬영을 2023년 9월 부터 ~ 2024년 3월 26일 까지 촬영을 했고 2024년 3월 29일에 방영한 사전 제작 드라마이다.
아역배우 심지유는 연기 실력이 ‘아역상’ 받을 정도로 많은 호평을 받고 있다.
참고로 노한나는 우는 씬이 제일 많아 이런 힘든 감정 연기를 어른처럼  대견하고 아직 어린 나이에 연기 실력이 되게 안정적인 연기로 노한나역으로 사람들에게 실력을 많이 뽐냈다. 연기를 끝까지 해오면 나중에 커서도 더 대단하고 인기있는 배우로 성장할 가능성도 있다. 그런데 아쉽게도 이 드라마의 시청률이 낮아 아역배우 심지유는 연기를 열심히 잘하는데 전국민이 알아주지 못해 아까운 아역이라 앞으로 소속사나 캐스팅으로 심지유를 선택한다면 대성할 수 있는 아역배우다. 이 아역배우는 또 다른 좋은 작품으로 명품 연기 실력을 뽐내면서 많은 사람들의 이 아역배우를 더욱 알아봐주면 좋겠다.
어린 나이에 무척 안정적인 연기를 하였기 때문에 7인의부활 드라마로 연기 실력을 인정받은 아역배우로 점점 출연하는 작품도 많아지고 있고 댓글에서 이 아역배우는 연기를 너무나 잘하고 이 아역은 배역을 살리는 재능을 타고났다는 호평이 있다.
지상파 첫 드라마 SBS 노한나역은 씩씩하고 은근 똑똑하지만 마음의 상처와 목숨의 위협과 쫓기는 일이 많은 불쌍한 캐릭터이다.
특히 극중 노한나가 나올 때마다 눈물버튼같이 사람들의 마음을 울리기까지 한 인물이다. 이 드라마로 많은 얼굴도 알렸지만 역할에서 사실은 실질적 진주인공 이였다. 참고로 캐스팅은 배우 이유비와 심지유가 모녀 사이로 얼굴형+눈매 등~ 닮은 점을 콕 짚어 캐스팅을 하였고 아역배우 심지유 어머니가 관리하시는 인스타 게시물에선 노한나 캐릭터 오디션 볼 때 너무 떨렸고 오디션장에 아역배우들 중에 지유가 제일 어렸다고 했다. 어린 나이에 비해 왠만한 아역보다 출중한 연기 실력을 뽐내 픽스된 것으로 보인다.
모든 배역을 잘 살리는 재능을 타고 났다는 평가도 있다.

드라마 노한나역(심지유) 역할 작중 내용 짧게 요약✔️
시즌1 1~2화. (김도훈)K와 불륜 관계였던 (이유비)한모네가 연예계 오디션 전날 밤 .. 원래 출산 예정일이 12월 5일이였으나 비오는 날 갑자기 하혈과 양수가 흘려 버려서 2018년 9월 21일에 자신의 고등학교 미술실에서 미숙아 여자 아이를 출산을 하였다. 아이의 숨소리가 악화되자 (윤종훈)양진모에게 병원에 데리고 가달라고 넘겼으나.. 양진모는 한모네에게 아이는 죽었다고 거짓말을 한 뒤.. 양진모는 투신 자살 시도 하려던 (한보름)노팽희에게 그 아이를 키워줄 것을 부탁하고 노팽희는 그 아이를 입양 하여 사랑하면서 자신의 친딸처럼 열심히 키우며 살았다.
노팽희는 자신의 성을 따서 “노 한나”라고 이름을 지어 주었다. 노팽희는 노한나를 자신의 친딸 이상으로 소중하게 생각한다. 그 후 한모네는 자신의 아이는 죽은걸로 알고 있어 한모네는 자기가 아이를 낳았다는 사실조차 잊고 연예계 생활에 열심히 전념하였다.
시간이 흘러 5년후 영어유치원생 노한나역으로 첫 등장 시즌1 7화 부터~ 아역배우 심지유가 나온다.
(한모네딸이 잊혀가는 순간 벌써 5년이 지나서 한모네 딸로 추정 되보이는 .. ? 또한 한모네가 낳은 아이랑 나이대도 비슷해보이고 한 5살 6살 유치원생으로 추정되는 어린 여자아이가 갑자기 등장해서 사람들의 반응이 현재 노팽희 딸 노한나가 한모네 딸 같다는 말이 많았다.. 근데 이게 사실이었다.)
양진모는 노한나의 볼을 꼬집는 버릇이 있고 노한나 이때 꼬집혀서 볼이 빨개졌다 (이때 사람들이 볼 빨개진 지유 모습이 귀엽다는 평도 있었다.) 그러나 아직은 노한나가 양진모를 무척 싫어했다. 한모네 딸이라서 그런가 성격상 노팽희 손에 키워져 착하게 자랐지만 은근 화내거나 양진모 보고 “콱 물어버린다.” 이런 성격은 피는 못 속이는 것으로 보인다.
K의 자식인 것을 들통나서 시즌1 13화 부터~ 계속 쫓기거나 다치거나 위험해지는 일이 많아서 잠시 행복했던 일상은 점점 깨지고 말았다.
그러나 교통사고가 났지만 자신의 외할머니인 줄도 모르는 윤지숙(김현)과 우연히 서로 관계도 모르는 사이에 만나 병원에서 금방 친해져 수어도 함께 배웠다.
K한테 쫓기던 중 노팽희와 노한나는 도망가서 택시로 여주 세트장까지 갔는데 한모네와 노한나가 우연히 마주치고 양진모가 노팽희에게 한나가 한모네 딸인 것을 말한 적이 있어 그걸 알고 한모네 보고 “우리 애 꼭 부탁해요 한모네씨 ” 당신은 꼭 해줘야 해“ 말하고, 어린 한나를 맡겨 놓고, K가 계속 쫓아와서 노팽희는 어떤 폐옥상까지 올라가 K도 따라 올라갔고 노한나도 따라 올라갔고, 한모네도 따라 올라가 숨어서 한모네가 노한나의 귀를 막고 K와 노팽희의 말을 엿들었다.
그런데 노팽희가 어떻게 “네 핏줄한테 그런 짓을 해”라고 말해 한모네는 앞에 있는 아이가 죽은 줄 알았고 생사도 모르던 친딸이라는 사실을 알았고 노팽희는 K때문에 옥상에서 추락해서 결국 사망했다..
한모네와 함께 도망가던 중 노한나가 계속 울어서 자꾸 울면 두고 가겠다는 말에 혼자 남겨지고 뒤에서 달리던 트럭에서 드럼통이 굴러 떨어져 깔려 죽을뻔 했지만 한모네가 소리를 듣고 뒤로 돌아서 옆으로 밀쳐서 구해주었다.. 이후 병원 영안실 노팽희의 시신을 앞에 두고 오열하였고 한나는 혼자 있고 싶다는 말에 양진모와 한모네는 나갔고 문 앞에서 한모네는 왜 자기 아이를 죽었다고 거짓말 했냐고 물어보니까 노한나는 태어나자마자 칠삭둥이 폐렴 등 병원에서도 살 가망이 없었다고, K의 협박거리가 될거 같아 노팽희를 이용하였다고 말했다.
시즌1 마지막화. 식당에서 노한나와 양진모는 식사를 하는 도중 한모네가 찾아와 한나를 데리고 가려고 하자 한나는 거부하였고 양진모와 한모네는 나가서 말하는 것을 엿들은 노한나는 노팽희가 여태까지 친엄마인 줄 알았는데 한모네가 자신의 친엄마라는 사실을 알게 되었고, 한나는 자신을 버렸다는 착각에 식당을 도망 나와서 어떤 부부의 폰을 빌려 그때 본 할머니에게 전화해서 당분간 윤지숙 집에 있게 되었다.. 노한나가 양진모에게 전화해서 씩씩한 우리 엄마 딸이니 걱정하지 말라고 하고 끊어버렸다..
시즌2 첫화 . 국밥집에서 윤지숙과 함께 살고 있었고 한모네는 자신의 엄마를 보러 왔는데 뒤를 돌던 순간.. ‘할머니’ 익숙한 한 어린 여자아이 목소리에 다시 돌리고 보는 순간 그 목소리가 자신의 딸 한나라는 걸 알았다. 노한나는 할머니에게 수화를 배우는데 너무 잘해서 더 놀랬다. 그리고 할머니와 시골에 살고 있는 한나는 의족을 달게 된 금라희(황정음)의 적응도 도와주면서 자신이 좋아하는 꽃까지 선물했다.
고에리카가 부상 때문에 하차 하고 노한나가 영화 촬영을 대신 맡게 되었다. (이정신)황찬성은 한모네를 보러 왔는데 한나 보고 ‘저 아이 묘하게 모네씨랑 많이 닮았어요’ . ~ 라고 하고 특히 ‘눈빛이’ 라는 말을 하였다.사실 황찬성은 한모네랑 노한나가 모녀 사이 라는 사실을 알고 있던 것으로 보인다.
한모네의 연기 실력까지 노한나가 물려 받은 듯 하다. 극 중에서도 그만큼 연기를 남다르게 잘했다.
영화 촬영 당일 한모네와 노한나는 영화에서도 모녀 사이로 나온다.. 노한나가 연기를 하던 도중 실제 상황이랑 말이 너무 동일해서 순간 화면 비율이 바뀌면서 한모네를 향한 진심을 대사에 녹여내 토해낸다. 그래서 깔끔하게 촬영을 성공에 많은 호평을 받았다.
어느 날부터 고명지 딸 고에리카와 갈등 관계였지만 어느 날 베프처럼 사이가 완전히 호전이 되었다.
시즌2 한모네와 노한나와 재회 하고 “꼭 돌아올거죠?” 라는 걱정하듯 물었고 한모네는 자신의 핀을 노한나에게 머리에 달아주고 자신의 친딸 한나에게 ”예쁘다“ 라고 말한 뒤 쓸쓸히 자리에 떠났다…
시즌2 마지막화에서 다른 또래 친구들과 놀이터에서 비눗방울 가지고 놀면서 밝은 모습으로 웃고 있는 노한나가 나왔다. 작중 2036년 된 10년 후 아동기 시절 꼬맹이 친구들이 벌써 고등학생이 되어 마지막화에 신수연 배우님이 노한나의 고등학생역으로 잠시 출연했다. 그러나 한모네가 그토록 좋아하던 연예계를 은퇴하고 자신의 죄를 자수하고 감옥해서 5년 간 지낸 후 출소하고 또한 5년 동안 얼굴 한번도 안 비췄다고 말한다.. 한모네는 여태까지 자신의 엄마와 함께 지내고 있었다. 또한 자신의 친딸 한나를 몰래 멀리서 지켜 봤었다.
그러던 10년이 지난 후 한모네와 노한나는 또 다시 재회를 하게 된다. 아동기 시절 노한나(심지유)가 제일 좋아하던 꽃이 있는데 한모네는 노한나가 좋아하던 꽃을 들고 있었고, 노한나(심지유)는 10년 전 한모네가 준 머리핀을 잊어버리지 않고 계속 달고 다녔다. 어릴 때부터 미워하진 않았던 자신의 친엄마 한모네를 안아 주러 달려가던 도중 갑자기 예전으로 시간이 흐르는 시계 소리가 들리면서 한모네(이유비)가 보는 시점에서 10년 전 아동기 시절 노한나(심지유)로 생각하면서 아동기 시절로 바뀐 모습으로 안아주면서 “보고싶었어 엄마” 라고 말한 뒤, 한모네(이유비)도 함께 안아주면서 눈물을 흘린 뒤.. 그토록 보고 싶었던 딸을 만나고 7인의부활 드라마가 끝이났다.